# Stanley Matthews
Sir Stanley Matthews (født 1. februar 1915, død 23. februar 2000) var en engelsk fodboldspiller. Han betragtes almindeligvis som en af de bedste engelske spillere nogensinde, og han blev blandt andet som den første udnævnt som Årets fodboldspiller i Europa i 1956. Desuden er han den ældste, der til dato (2006) har spillet på det engelske landshold (42 år i 1957) samt spillet i den bedste engelske række (50 år i 1965).

## Liv og karriere
Stanley Matthews var søn af en lokal bokser i Stoke-on-Trent, og faderen sørgede for at indpode disciplin, målbevidsthed og sportsånd i sønnen. Allerede som stor dreng viste han talent som højre wing og spillede på det engelske skolelandshold i en kamp mod Wales. Det var derfor naturligt, at han allerede som 17-årig i 1932 blev professionel, da han skrev kontrakt med Stoke City F.C.. Hans internationale debut kom i en kamp for England mod Wales i 1934, hvor han i øvrigt scorede et mål. Dette overbeviste dog ikke alle iagttagere om, at en stor karriere var i sigte. I Daily Mail hed det blandt andet:
"Jeg så Matthews spille lige så tilbageholdende i den seneste ligakamp, hvor han udviste samme langsomhed og tøven. Måske mangler han temperament til de store kampe."
Det skulle dog snart vise sig at være en forkert opfattelse, da Matthews i en landskamp mod Tjekkoslovakiet i 1937, hvor England spillede det meste af kampen med kun 10 mand, scorede hattrick.
Han tjente i Royal Air Force under 2. verdenskrig, men spillede som gæst på flere forskellige hold, blandt andet Manchester United, Arsenal FC og Glasgow Rangers.
Efter krigen skiftede han til Blackpool FC i 1947, med hvem han vandt sit første trofæ i form af FA Cup finalen i en mindeværdig match, hvor Blackpool var bagud 3-1 mod Bolton Wanderers, men ikke mindst på grund af Matthews' driblerier og fornemme afleveringer i de sidste 30 minutter vendte stillingen til 3-4 og dermed fik pokalen. Kampen er i eftertiden blevet kendt som "Matthews-finalen".
Med landsholdet nåede han ikke de store resultater, men Stanley Matthews er den engelske spiller, der har haft den længste landsholdskarriere med næsten 23 år. På grund af krigen blev det officielt kun til 54 landskampe og 11 mål. 
I 1961 vendte han hjem til Stoke City som 46-årig, og allerede i den følgende sæson var han med til at sikre klubbens tilbagevenden til den bedste række og blev for anden gang i karrieren valgt til årets engelske fodboldspiller. Hans karriere sluttede med en enkelt kamp 6. februar 1965 efter en skadespause på et år. Han blev tildelt en testimonialkamp nogle måneder senere, hvor tidens store spillere stillede op på et verdenshold (blandt andet Lev Yashin, Ferenc Puskas og Alfredo Di Stefano). Han hævdede altid at han stoppede sin karriere 'for tidligt'.
Han blev endvidere som den første professionelle fodboldspiller adlet i 1965.
Efter afslutningen på sin aktive karriere fungerede Stanley Matthews i flere år som træner så forskellige steder som England, Malta, Sydafrika og Canada. Han spillede ind imellem med på lavere niveau og deltog så sent som i 1985 som 70-årig i en velgørenhedskamp.
Et kendetegn for Stanley Matthews gennem hele karrieren var hans fairness og menneskelighed. Han spillede over 700 ligakampe, men fik aldrig nogensinde en advarsel. I øvrigt var han erklæret afholdsmand og vegetar gennem hele sit liv.

## Hædersbevisninger
- 1948: Årets fodboldspiller i England
- 1956: Årets fodboldspiller i Europa
- 1957: Udnævnt til CBE – Commander of the British Empire
- 1962: Årets fodboldspiller i England
- 1965: Adlet
- 1992: Modtager af FIFAs Gold Merit Order
- 2002: Optaget ved indvielsen af English Football Hall of Fame